# Rock Hard Festival
Rock Hard Festival é um festival de heavy metal patrocinado pela revista Rock Hard. É realizado anualmente desde 2003 em Gelsenkirchen, Alemanha.